# Francesco Guardi
Francesco Guardi (født 5. oktober 1712 i Venedig, død 1. januar 1793 sammesteds) var en italiensk arkitekturmaler, var elev af Antonio da Canale; som sin lærer malede han gerne arkitektoniske prospekter fra Venedig, som regel i mindre målestok, af frisk farvevirkning, næppe så sikre i tegning som lærerens, men fulde af liv; han er en udmærket fortolker af det festende folkeliv i rokokoens Venedig. Billeder af Guardi er almindelige i offentlige samlinger; f.eks. i Berlins Bodemuseum og i Louvre.